# Luzia Premoli
Luzia Premoli MCCJ (* 23. März 1955 in Linhares, Espírito Santo, Brasilien) ist eine römisch-katholische Ordensschwester und seit 2010 Generaloberin der Comboni-Missionsschwestern.

## Leben
Luzia Premoli trat der Ordensgemeinschaft der Comboni-Missionsschwestern bei und legte 1983 die zeitlichen Gelübde ab. Nach einem Studium der Psychologie war sie von 1989 bis 1997 in Mosambik  für ein Bildungsprogrammen für Frauen tätig. Zudem engagierte sie sich bei der akademischen Ausbildung am interdiözesanen Seminar und bei der Ausbildung von Lehrern. 1997 wurde Luzia Premoli für die Novizenausbildung ihres Ordens in Brasilien tätig und absolvierte ein Studium der Psychopädagogik. 2005 erfolgte die Wahl zur Provinzoberin der Comboni-Missionsschwestern in der Ordensprovinz Brasilien.
Das XIX. Generalkapitel des Ordens hat Luzia Premoli am 20. September 2010 in Verona zur 12. Generaloberin der 1872 gegründeten Kongregation der Comboni-Missionsschwestern gewählt. Die Amtszeit beträgt sechs Jahre. Sie ist die erste Nicht-Italienerin in diesem Ordensamt.